# Джером, Джером Клапка
Джеро́м Кла́пка Джеро́м (англ. Jerome Klapka Jerome; 2 мая 1859[…], Уолсолл, Уэст-Мидлендс — 14 июня 1927[…], Нортгемптон) — английский писатель-сатирик, юморист и драматург, педагог, репортёр, постоянный сотрудник сатирического журнала «Панч», редактировал в 1892—1897 годах журналы «Лентяй» (Idler) и «Сегодня» (To-day).

## Биография

### Ранние годы
Был четвёртым ребёнком в семье Джерома Клэпа (Jerome Clapp) — торговца скобяными изделиями, а также проповедника без духовного сана, который позднее сменил имя на Джером Клэп Джером (Jerome Clapp Jerome). Помимо Джерома в семье было ещё трое детей: дочери Паулина и Бландина и сын Милтон, умерший в младенчестве.
Джером, как и его отец, был зарегистрирован по имени Джером Клэп Джером. Второе имя, Клапка, появилось позднее (в честь венгерского эмигранта и друга отца, генерала Дьёрдя Клапки). Семья Джеромов обеднела после неудачных инвестиций в местную горнодобывающую промышленность. Частые визиты кредиторов в дом Джеромов были позднее ярко описаны им в автобиографической книге «Моя жизнь и эпоха» (My Life and Times).
Юный Джером хотел стать политиком или литератором, но смерть его родителей в 1872 году (Джерому тогда только исполнилось 13 лет), заставила его прервать обучение и искать работу. Он нанялся в «Лондонскую и Северо-Западную железнодорожную компанию» (London and North Western Railway), где проработал четыре года, собирая уголь, рассыпанный вдоль железнодорожных путей.

### Актёрская деятельность и первые литературные труды
В 1877 году, под влиянием своей сестры Бландины, увлечённой театром, Джером решает попытать себя в актёрском ремесле под сценическим псевдонимом Гарольд Крайтон (Harold Crichton). Он поступил в театральную труппу, пытавшуюся ставить низкобюджетные пьесы; часто постановки осуществлялись за счёт самих актёров, которые самостоятельно оплачивали пошив сценических костюмов и изготовление реквизита. Позднее Джером с юмором описывал эти времена и своё полное безденежье в новелле «На сцене и за сценой» (On the Stage — and Off).
Через три года безуспешных попыток пробиться 21-летний Джером решает оставить актёрскую профессию и поискать новое занятие. Он пробовал быть журналистом, писал эссе, сатирические рассказы, но в публикации большинства из них ему было отказано. В последующие несколько лет он был учителем, упаковщиком, секретарём адвоката.
И, наконец, в 1885 году к нему пришёл успех после публикации юмористической новеллы «На сцене и за сценой», которая «открыла двери» для последующих пьес и эссе Джерома. «Праздные мысли лентяя» (Idle Thoughts of an Idle Fellow), сборник юмористических эссе, был опубликован в 1886 году.
21 июня 1888 года Джером женился на Джорджине Элизабет Генриетте Стенли Мэрисс (Georgina Elizabeth Henrietta Stanley Marris), также известной как Этти (Ettie). Свадьбу сыграли всего через девять дней после развода Этти с её первым мужем. От первого брака у неё была пятилетняя дочка по прозвищу Элси (настоящее имя тоже было Джорджина).
Медовый месяц пара провела на Темзе, на небольшой лодке, что, как считается, в значительной степени повлияло на создание последующего и наиболее важного произведения Джерома — повести «Трое в лодке, не считая собаки» (Three Men in a Boat (To Say Nothing of the Dog)).

### «Трое в лодке, не считая собаки» и дальнейшее творчество
Джером принялся за создание повести сразу после возвращения пары из медового месяца.
Прототипами персонажей стали друзья Джерома: Джордж Уингрэйв (George Wingrave) (Джордж) и Карл Хеншель (Carl Hentschel) (Гаррис). В новелле описана череда комичных ситуаций, в которые попадают друзья, а все события тесно переплетены с историей Темзы и её окрестностей.
Книга была напечатана в 1889 году, имела оглушительный успех и переиздаётся до сих пор. Популярность книги была настолько велика, что количество зарегистрированных на Темзе лодок в последующий после публикации год возросло на пятьдесят процентов, что в свою очередь сделало реку достопримечательностью для туристов. За первые двадцать лет по всему миру было продано более миллиона экземпляров книги. Также книга легла в основу многочисленных кино- и телефильмов, радиопостановок, пьес, мюзикла.

Финансовое благополучие, принесённое книгой, позволило Джерому целиком посвятить себя творчеству. Он создал несколько пьес, эссе и новелл, но повторить успех «Трое в лодке, не считая собаки» так и не смог.
В 1892 году Роберт Барр пригласил Джерома в журнал «Лентяй» (Idler) на должность редактора (Джером сменил на этом посту Р. Киплинга). Журнал представлял собой иллюстрированное сатирическое ежемесячное издание для мужчин. В журнале печатались доступные общему пониманию юмористические рассказы и пьесы, стихи и путевые заметки, книжные обозрения и интервью. В 1893 году он основал журнал «Сегодня» (To-day).
В 1897 году Джером как журналист был осуждён за клевету на богатого промышленника Самсона Фокса (Samson Fox). Джером был вынужден оставить оба издания и продать журнал «Сегодня».
В 1898 году родилась дочь Ровена. В будущем она, как и отец, выступала на сцене.
В 1898 году короткая поездка по Германии вдохновила Джерома на написание романа «Трое на четырёх колёсах» (Three Men on the Bummel), продолжения «Трое в лодке, не считая собаки». В новом романе Джером отправляет тех же героев в заграничное велотурне. Книга имела успех, хотя и не такой громкий, как предыдущая.
В 1902 году Джером публикует роман «Школьные годы Поля Келвера» (Paul Kelver), который признаётся многими как автобиографический.
Написанная в 1908 году пьеса «The Passing of the third Floor Back» показала нового Джерома, более грустного и религиозного. Пьеса имела большой успех на английской сцене, но получила неодобрительные рецензии критиков. В частности, по мнению Макса Бирбома, новая пьеса Джерома «отвратительно глупа» и словно написана «писателем десятого сорта».
В 1899 году Джером К. Джером посетил Россию; свои впечатления описал в статье «Русские, какими я их знаю» (в 1906 году издана на русском языке под названием «Люди будущего»).

### Первая мировая война и последние годы жизни
В 1900 году Джером перевёз всю семью в Дрезден на два года.
Первая мировая война стала для него ужасным ударом. В начале войны Джером попытался уйти добровольцем на фронт, но в силу возраста (Джерому было 56 лет) в Британской армии ему отказали. Страстно желая служить хоть в каком-нибудь качестве, Джером устроился водителем скорой помощи во французскую армию. В 1918 году побывал в Архангельске как корреспондент газеты «Таймс» для написания репортажа о действиях британского оккупационного корпуса генерала Айронсайда против большевиков. Когда Джером вернулся домой, его секретарь написал: «Старый Джером ушёл. На его месте незнакомец. Он сломленный человек».
Другим чёрным событием стала смерть падчерицы Элси в 1921 году в возрасте 38 лет. Она, его любимые Этти и Ровена почти не упоминаются в автобиографии, эту часть своей жизни Джером предпочитал хранить в тайне.
В 1926 году Джером издаёт свои мемуары «Моя жизнь и эпоха» (My Life and Times). Вскоре после этого его наградили званием «Почётный житель района Уолсолл» (Freeman of the Borough of Walsall). В течение последних лет своей жизни большую часть времени Джером провёл в своём загородном доме в Юэлме (Ewelme) недалеко от Уоллингфорда (Wallingford).
В июне 1927 года по пути из Девона в Лондон у Джерома случился инсульт. Его положили в больницу Northampton General Hospital, где 14 июня 1927 года он скончался. Этти пережила мужа на 11 лет. Ровена, не побывав замужем и не оставив потомства, умерла в 1966 году.
Джером К. Джером похоронен на кладбище Церкви Святой Марии (St Mary's Church) в Юэлме, Оксфордшир. Рядом с ним похоронены Этти, Элси и его сестра Бландина.

## Признание
Книги Джерома переведены на многие языки мира. Переводы сочинений Д. К. Джерома на русский язык появились в 1890-х годах. Повесть «Трое в лодке, не считая собаки» с 1920 по 2006 год была семь раз экранизирована в различных странах.
В СССР режиссёром Наумом Бирманом на киностудии «Ленфильм» в 1979 году снят двухсерийный цветной художественный телевизионный фильм «Трое в лодке, не считая собаки» по мотивам одноименной книги Д. К. Джерома.

### Романы и новеллы
- «Трое в лодке, не считая собаки» / англ. Three Men in a Boat (To Say Nothing of the Dog) (1889)
- «Дневник одного паломничества» / англ. Diary of a Pilgrimage (1891)
- «Как мы писали роман» («Наброски к роману») / англ. Novel Notes (1893)
- «Трое на четырёх колёсах» («Трое на велосипедах») / англ. Three Men on the Bummel (или Three Men on Wheels) (1900)
- «Пол Келвер» / англ. Paul Kelver (1902)
- Они и я (1909)
- Томми и Ко (1904)
- Энтони Джон (1923)

### Эссе и наброски
- Мир сцены (На сцене и за кулисами) (1885)
- Праздные мысли лентяя (Досужие мысли досужего человека) (1886)
- Ещё праздные мысли (1898)
- Праздные мысли в 1905 году (1905)
- Ангел, Автор и другие (1908)

### Сборники новелл и рассказов
- Пирушка с привидениями (Истории, рассказанные после ужина) (1891)
- Джон Ингерфилд и другие рассказы (1894)
- Наброски лиловым, голубым и зелёным (Этюды в холодных тонах) (1897)
- Наблюдения Генри (1901)
- Жилец с третьего этажа (1907)
- Мальвина Бретонская (1916)

### Наиболее известные рассказы
- Должны ли мы говорить то, что думаем, и думать то, что говорим?
- Должны ли писатели говорить правду?
- Душа Николаса Снайдерса, или Скряга из Зандама
- Дядюшка Поджер спешит на поезд
- Если бы у нас сохранились хвосты!
- Люди будущего
- Мир сцены
- Миссис Корнер расплачивается
- Мое знакомство с бульдогами
- Новая утопия
- О вреде чужих советов
- О погоде
- О суете и тщеславии
- Очаровательная женщина
- Падение Томаса-Генри
- Почему мы не любим иностранцев
- Рассеянный человек
- Следует ли женатому человеку играть в гольф?
- Судьба литератора, или «Сказка о добром драконе»
- Сюрприз мистера Милбери
- Трогательная история
- Увлекающаяся натура
- Человек, который заботился обо всех
- Человек, который не верил в счастье
- Школьные годы Поля Келвера

### Автобиография
- Моя жизнь и эпоха (1926)

### Пьесы
- 1886 — Barbara
- 1899 — Sunset
- 1888 — Fennel
- 1888 — Woodbarrow Farm
- 1890 — New Lamps for Old
- 1895 — The Rise of Dick Halward
- 1895 — The Prude’s Progress («Похождения ханжи», в рус. пер. «Мелочи жизни», совм. с Иденом Филпотсом, Eden Phillpotts)
- 1895 — Driftwood (в рус. пер. «Плавучие деревья» и «По течению»; скетч из сборника «Sketches in Lavender, Blue and Green»)
- 1896 — Biarritz
- Ок. 1898 — The MacHaggis
- 1890-е годы — The Russian Vagabond
- 1902 — Miss Hobbs (рус. пер. «Мисс Гоббс»)
- 1909 — Fanny and the Servant Problem
- 1910 — The Passing of the Third Floor Back
- 1911 — The Master of Mrs Chilvers
- 1913 — Esther Castways
- 1914 — The Great Gamble
- 1914 — Robina in Search of a Husband
- 1917 — Cook
- 1926 — The Celebrity
- 1927 — The Soul of Nicholas Snyders

### Издания на русском языке
- Энтони Джон. Издательство «Прибой», 1926;
- Скряга из Саардама. Рассказы. Издательство Гиза, 1927;
- Человек, который не верил в счастье. Рассказы. Издательство Гиза, 1927;
- Трое в одной лодке/ Предисловие В. Узина. Издательство «Молодая гвардия», 1927;
- Избранные произведения в 2 томах. М.: Государственное издательство художественной литературы, 1957.

## Память
- В городе Уолсолл открыт Дом-музей Д. К. Джерома, экспозиция которого посвящена жизни и творчеству писателя[источник не указан 699 дней].